# David Teniers el Jove
David Teniers el Jove (Anvers 1610 – Brussel·les 1690). Pintor i gravador, fill del també pintor David Teniers II o David Teniers el Vell. Va ser un artista flamenc de gran fama entre els seus contemporanis gràcies a les seves escenes quotidiànes (camperols, grangers, fumadors), que permeten comparar-lo amb mestres holandesos com Adriaen van Ostade, si bé opta per un costumisme més refinat.

## Formació artística
La seva formació artística pot resumir-se en aquest frase que se li atribueix:
| « | El geni el tinc de la Naturalesa; el gust, el vaig adquirir del meu pare; la perfecció, de Rubens | » |

Frase que s'ha de completar amb el lema elegit per l'artista: Sine laboro mihil, lema de curiosa elecció en un artista dotat de prodigiosa facilitat de concepció i d'execució. Si bé és veritat que va poder dir vers el final de la seva vida
| « | <Per a col·locar tots els meus quadres faria falta una galeria de dues llegües de llargada> | » |

Havia, per altra banda, donat proves de gran precocitat, i des de molt jove col·laborà amb el seu pare, deixeble del qual, fou en algunes obres, especialment en els cartons per a tapissos que aquell li havia encarregat el príncep de la Tour i Taxis. La família diu Peyre, havia hagut de travessar moments difícils, i no ens repugna admetre que Teniers, ara sol, ara amb el seu pare, hagi carregat un ase de quadres que ambdós havien executat en comú per anar a vendre'ls en les Kermeses i en els mercats dels voltants. La situació restà a punt de convertir-se en tràgica. Teniers pare havia donat per garantia d'un préstec nou una casa ja sobrecarregada d'hipoteques; fou detingut convicte de negligència i d'atordiment, sinó de frau, i empresonat; i David i els seus dos germans menors, Julià i Teodor, que també es dedicaven a la pintura, es consagraren al seu treball sense repòs per treure el pare d'aquell tràngol.
Llavors fou quan Teniers II, aprofitant totes les ocasions de guanyar diners que se li presentaven, feu nombroses còpies i s'assimilà de forma excepcional la tècnica dels mestres més diversos, Rubens el mateix que Rafael. Mercès a l'abnegació dels seus fills, es va satisfer els creditors i el pres restà en llibertat.
Per altra part, la situació de Teniers II el Jove millorava ràpidament. Als vint-i-dos anys era rebut mestre lliure de la Corporació de Sant Lucas (1632), i la seva col·laboració era molt buscada. A part de la influència de Rubens, que l'havia conegut en el taller de Teniers I el Vell, també va rebre la d'Adriaen Brouwer, que arribà a la ciutat d'Anvers a finals de 1630, procedent de Haarlem, on havia rebut lliçons de Franz Hals.
L'amistat de Teniers II el Jove i de Brouwer fou gran; pres aquest últim en la ciutadella d'Anvers, pels espanyols, a causa d'haver-se descobert que tal vegada que havia lluitat contra aquests en el setge de Breda, restà tancat deu mesos, deixant al cap dels quals en la cantina del castell un deute de 500 gulden, que pagà Teniers II. Això mostra quina intimitat hi havia entre ambdós artistes.

## Canvi d’ambient
Fins llavors Teniers II havia pintat freqüentment escenes referents a la vida burgesa, com el Canvista i la seva dona (Galeria Nacional de Londres); El savi en el seu gabinet (Galeria Schönborn, de Viena); Els cinc sentits, del Museu de Brussel·les, i els dos quadres del mateix assumpte del Museu del Prado a Madrid; però a partir del moment de la seva amistat amb Brouwer pinta assumptes populars, com aquest, anant a les tavernes per a formar del natural els tipus de jugadors, dels seus borratxos i dels seus busca-raons, però sense que les seves costums perdessin gens de la seva seriositat.

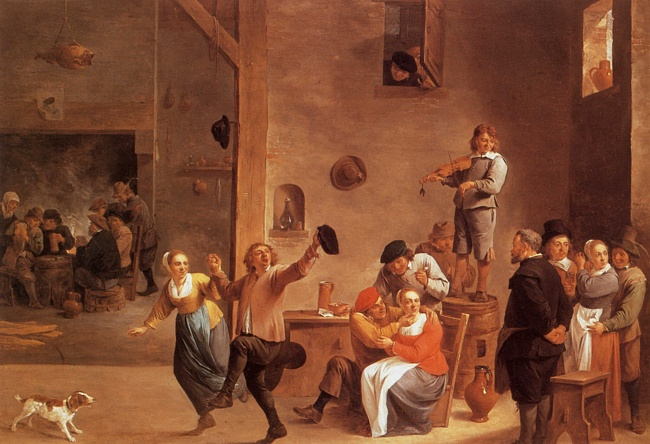
Escena de taverna

La manera de Teniers II es fa més lliure, més viva; el seu color més clar. Tant pels assumptes com per l'execució, s'assemblen llavors, de manera que més d'una vegada s'ha pogut canviar d'una a l'altre les atribucions d'obres. Alguns quadres de Teniers II permeten seguir la transició de la seva forma. Pocs temps després dels Cinc sentits pintà la Reunió a la taula, del Museu de Berlín, llenç datat el 1634, en l'estil del seu pare i mestre; la mateixa data porta l'Escena d'Hosteria, del Museu de Mannheim, ja d'assumpte popular i to clar.
Des d'aquest any fins al 1638 transcorre el període en què Teniers II imita la manera de Brouwer. En els assumptes que tractava podia donar curs lliure a la seva fantasia de concepció fàcil i a l'habilitat de ràpida execució que li'n permetien omplir en unes hores aquests petits llenços que ha rebut el nom de <sobretaula de Teniers>.

En les biografies dels pintors no és infreqüent l'anècdota de la menja pagada amb un quadret. El fet es repetí diverses vegades en la vida de Teniers II. Aquest arribà un dia a Moyssel, poblet situat a la riba dreta del Senne, no gaire llunyà de Vilvorde; després de llargues hores de passeig i d'estudi, que havien avivat la seva gana, però no havien omplert la seva bossa, entrà en una posada i dinà amb tota tranquil·litat. Quan el fondista li presenta el comte, ell prengué els seus pinzells i en poc temps transportà del carrer al llenç un captaire que tocava tranquil·lament la cornamusa, sense adonar-se que es convertia en una obra magistral. Un anglès que dinava al costat de Teniers II i amb no tan bona gana, encara que tenia les butxaques plenes de lliures, s'acostà al jove flamenc. A la vista d'aquell captaire que en el llenç no demana compassió sinó admiració, el ric aficionat fa a l'artista l'almoina dels seu entusiasme en peces d'or i s'apressa a emportar-se la copia, mentre que Teniers ensems fa menjar a l'original i paga magníficament les dues menges a l'estupefacte fondista. Peyre, al copiar aquesta descripció de Charles Blanc, afegeix:
| « | Però era aquell un anglès? En tots cas era de rigor, anàvem a dir de moda, prendre sempre a un anglès per heroi d'aquestes generositats imprevistes. Sia el que sia, el quadre o la seva replica es troba a Anglaterra, en la col·lecció del Palau de Buckingham. | » |

El 22 de juliol de 1637, Teniers es casà amb la filla de Brueghel de Velours, Anna Brueghel, que vivia a la casa de Rubens, el seu tutor, i quan el 10 de juliol de 1638 David fou batejat, el primogènit d'aquest matrimoni, l'apadrinaren Teniers el Vell i la bella Elena Fourment poc temps després de la seva boda llogà la propietat Dry Toren, prop de Perck, que més tard adquirí, després del seu segon matrimoni.

## Canvi d'habitatge

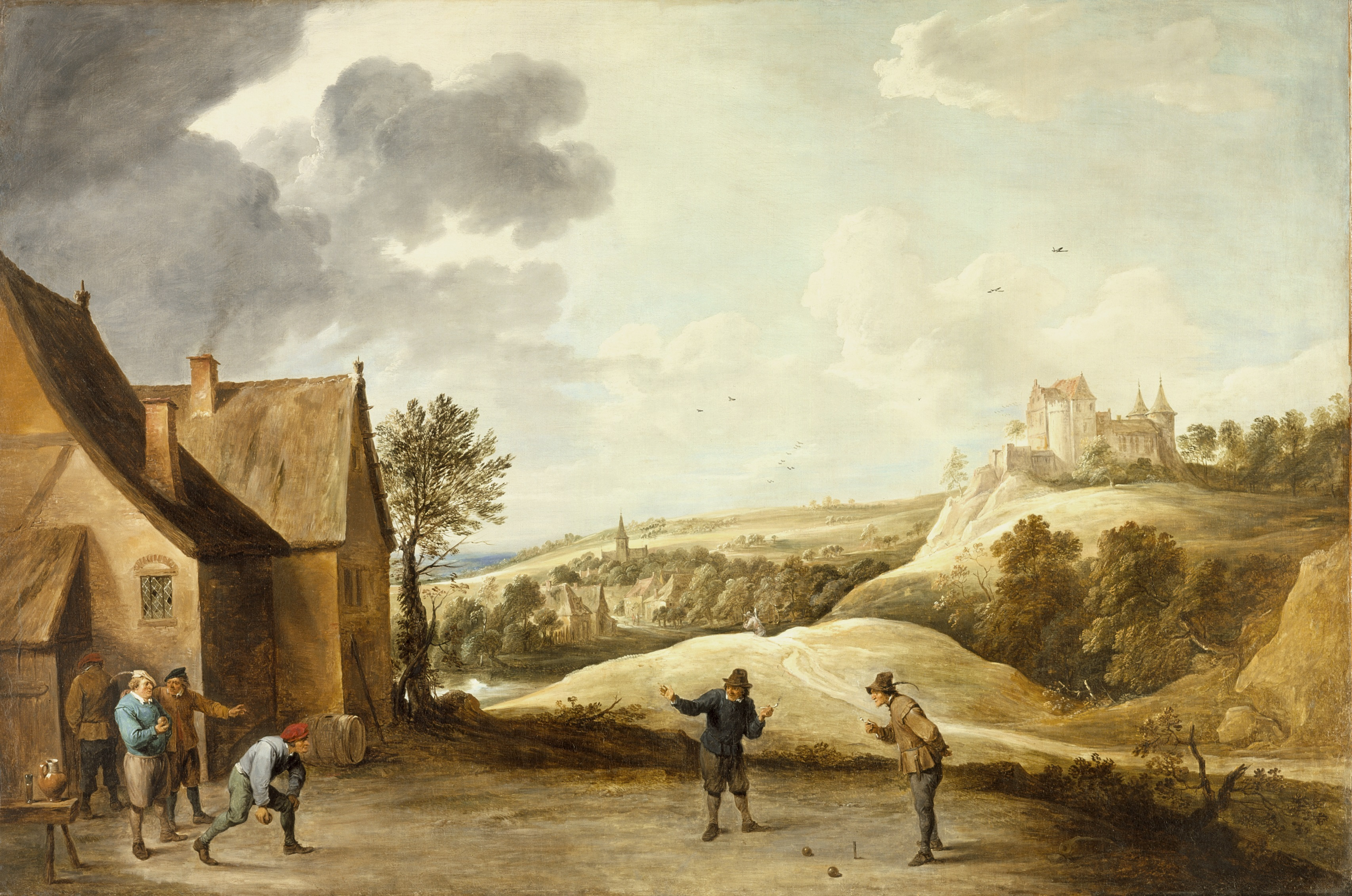
Paisatge de camperols típic de Teniers II

En aquella propietat només hi passava una temporada de l'any, vivien la resta d'aquest a Anvers, en una casa que havia format part de la dot de la seva muller, casa cèlebre en la història de l'art flamenc, per haver pertangut a Jan Brueghel el Vell, a Teniers II i finalment, a Erasme Quellyn. Tot revela que per aquesta època l'artista ja era una burgès adinerat, en part per la renda de la fortuna de la seva esposa, part per la venda de les seves pròpies obres. Els seus quadres de llavors el presenten fent una vida de senyor, entre passeigs, banquets i recreant-se en la música, en la que passava de simple aficionat, fins al punt que Hermann Mendel, en el seu Musikalischen Conversation Lexicon, el cita com un violoncel·listes més hàbils del seu temps.
Vers l'any 1640 es veu que Teniers II abandona els seus interiors de taverna i cabarets per pintar preferentment la vida dels camperols que l'envolten, i quan representa fumadors i bevedors els col·loca a l'aire lliure, a la porta de les hostieres. Vivint també allunyat de la ciutat i en contacte amb la Naturalesa, és llavors quan es mostra verdader paisatgista. En els seus quadres, ell seus apareixen amb freqüència entre els camperols, però sense mesclar-se amb ells, amb un aire d'empiringotada dignitat, i veient-se en quasi tots els llenços el domini de les Dry Toren. Aquest es trobava prop del castell de Steen, on Rubens vivia una vida principesca amb la bella Fourment. Les obres que en aquest castell pintà Rubens, com ara Kermesse, del Louvre, i la Dansa, de Madrid, incitaren sens dubte a Teniers II per temptar el mateix gènere, però tenint la prudència de no voler rivalitzar amb elles.
El 1646, l'arxiduc Leopold Guillem d'Habsburg arribà a Bèlgica com a governador dels Països Baixos, i sent amant de les arts no tardà a posar-se en relació amb Teniers II, que havia estat nomenat degà de la Confraria de Sant Lucas dos anys abans. L'arxiduc el nomenà el seu pintor i professor i director de la seva galeria. En aquesta, mercès sens dubte a la influència del nou director, ingressaren obres de Matsys, Rubens, van Dyck i altres pintors flamencs.
El mateix Teniers II escriu en el seu Theatrum picturiarum que els estava dedicada una de les millors sales d'aquella galeria. Per encàrrec de l'arxiduc executà La casa d'agrons (Museu del Louvre; Entrada de l'arxiduquessa Isabel a Brussel·les; Arribada de l'arxiduquessa a Vilvorde, i El tret d'ocells el 1652 a Brussel·les, quadres de nombroses figures, gènere en el que Teniers II havia donat proves de puixant mestria amb el seu llenç Els arcabussers d'Anvers, en el que s'hi poden contar unes 260 figures. Aquest llenç li fou encarregat el 1643, i Descamps, Viardot i Havard creuen que és l'obra cimera de Teniers II, opinant Peyre que, almenys, el pintor no n'executà cap altre de superior. Furtat pels francesos de la Galeria de Cassel i portat a París, fou col·locat en la Col·lecció de la Malmaison, i l'emperadriu Josefina el vengué el 1814, junt amb la major part de les obres contingudes en aquella, al tsar Alexandre.
En aquesta etapa, va pintar diverses escenes de gabinet, on es mostraven les pintures més destacades de l'arxiduc juntament amb personatges que acudien a veure-les. Una de les millors versions d'aquest tema (Museu del Prado) va ser enviada per l'arxiduc a Felip IV de Castella. Un altre quadre d'aquest tipus es localitza en el Museu Lázaro Galdiano de Madrid. En realitat, Teniers no mostrava salons reals sinó ficticis: acumulava en un sol espai moltes obres d'art existents en salons o llocs diversos.
En el seu afany per divulgar les col·leccions de l'arxiduc, Teniers va dirigir la publicació del llibre Theatrum Pictorium, catàleg que descrivia les obres mestres d'aquesta col·lecció, que en la seva major part es conserven en el Kunsthistorisches Museum de Viena. Va ser el primer llibre en el seu gènere, tal com avui es coneixen els catàlegs d'art, doncs incloïa descripcions i reproduccions gravades dels quadres (més de 200). Per a aquesta tasca, Teniers va pintar còpies reduïdes de les pintures, que després van ser emprades com a model per diversos gravadors. El Museu del Prado posseïx una àmplia col·lecció d'aquest artista, amb al voltant de 40 obres.
D'aquesta exactitud pot donar una idea el cas següent. En la venda del comte Schönborn, celebrada a Viena el 1881 el Museu de Berlín comprà com a Rubens, un quadre de 2,3 m, d'alt per 3,65 d'ample, que representava a Neptú & Anfitite. Aquest llenç pertanyia a la primera fase de l'art de Rubens a Itàlia els quals quadres, poc coneguts llavors a Alemanya, estan lluny de presentar la mestressa del pintor en la seva fase posterior del Davallament de la Creu. Els crítics atacaren violentament a la direcció del Museu, afirmant que aquella pintura motlle i sense caràcter no podia ser més que un pastiche del segle xviii i que sols era bona per fer amb ella un aute de fe. Però un any després el Museu adquirí a París un coure de Teniers II, de 0,3 m. d'alt per 0'37 d’ample, el qual grup central era una còpia molt reduïda del discutit quadre de Rubens, i aquella còpia de Teniers II, malgrat les seves reduïdes dimensions, revelava exactament la mateixa tècnica que havia fet dubtar als crítics.

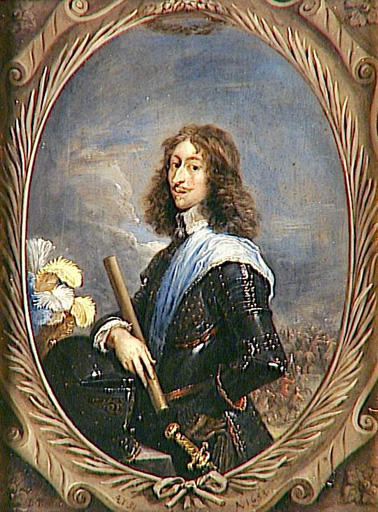
Lluís II de Borbó-Condé, per Teniers II

Dels llenços gravats segons les còpies de Teniers II se'n publicaren dues edicions: una, amb títol amb llatí i prole en castellà, i l'altra, amb títol i pròleg en francès. L'obra conté 246 gravats, comprenent en aquests el retrat de Leopold, el de Teniers II i una vista de la Galeria. Els gravats són sols d'obres italianes doncs l'artista no tingué temps de fer gravar les flamenques, a causa del relleu de l'arxiduc Leopold com a governador del Països Baixos el 6 de maig de 1656.
Aquest fou un any de prova per al pintor, que tres dies després de la partida del seu gran mecenes perdé a la seva esposa, i dos mesos més tard al fill menor que d'ella havia nascut. No s'havien complert sis mesos del decés d'Anna Brueghel, i Teniers II, sens dubte per ajudar el govern domèstic, va contraure segones núpcies amb Isabel de Fren, filla d'André Fre, secretari del Consell de Brabant, i Anna Maria de Montfort, de rica família, amb el dot de la qual l'artista va poder adquirir en propietat el domini de les Dry Toren.
Joan d'Àustria, successor de l'arxiduc Leopold Guillem en el govern dels Països Baixos, continuà protegint l'artista, doncs, aficionat a la pintura, rebé lliçons d'aquest, i per provar-li el seu agraïment pels progressos que havia realitzat sota la seva direcció pintà el retrat d'un dels fills del mestre. També, va recolzar l'anhel del pintor de fer reviure la formació artístca en crear, el 1664, la Reial Acadèmia de Belles Arts d'Anvers. Aquest favor dels governadors dels Països Baixos el posà de moda entre els grans personatges del país i de l'estranger que passaven per Bèlgica; així pintà els retrats del Duc de York, Condé (Museu de Chantilly) i La presa de Valenciennes, en honor de Lluís II de Borbó-Condé, En Joan d'Àustria, del Museu d'Anvers.

## Felip IV
Malgrat el gran nombre d'eminents pintors nacionals que hi havia en la seva cort, Felip IV de Castella, tingué especial gust en adquirir obres de Teniers II, i per això el Museu del Prado posseeix més obres d'aquest pintor que cap altra museu del món. La sorprenent llista de les obres de Teniers II en aquest museu donen per a formar-se una idea de l'exacta diversitat i qualitat dels assumptes tractats per aquest pintor. La llista la componen 52 obres, li segueixen en quantitat L'Hermitage de Sant Petersburg, amb 48; Viena, amb 43; Louvre, amb 36; Múnic, amb 28 i Dresden, amb 24.

És cert que Teniers II no va ser mirat en la cort francesa amb el mateix favor amb què se l'acollí en la d'Espanya, però tampoc és cert que Lluís XIV refuses les seves obres dient, segons assegura Voltaire:
| « | Traieu-me de davant aquests mamarratxos. | » |

segons s'ha demostrat, aquell monarca tenia en la seva alcova quadres de Teniers II.
Valgut aquest, de la simpatia amb què se'l mirava en la cort de Madrid, sol·licità del monarca espanyol cartes de noblesa, però no està demostrat que se li concedissin, ans al contrari consta que per a concedir-les se li exigí que no vengués els seus quadres ni els exposes per atraure compradors ni molt menys vengués quadres d'altres, cosa difícil per a Teniers II, que sempre fou un perfecte comerciant.

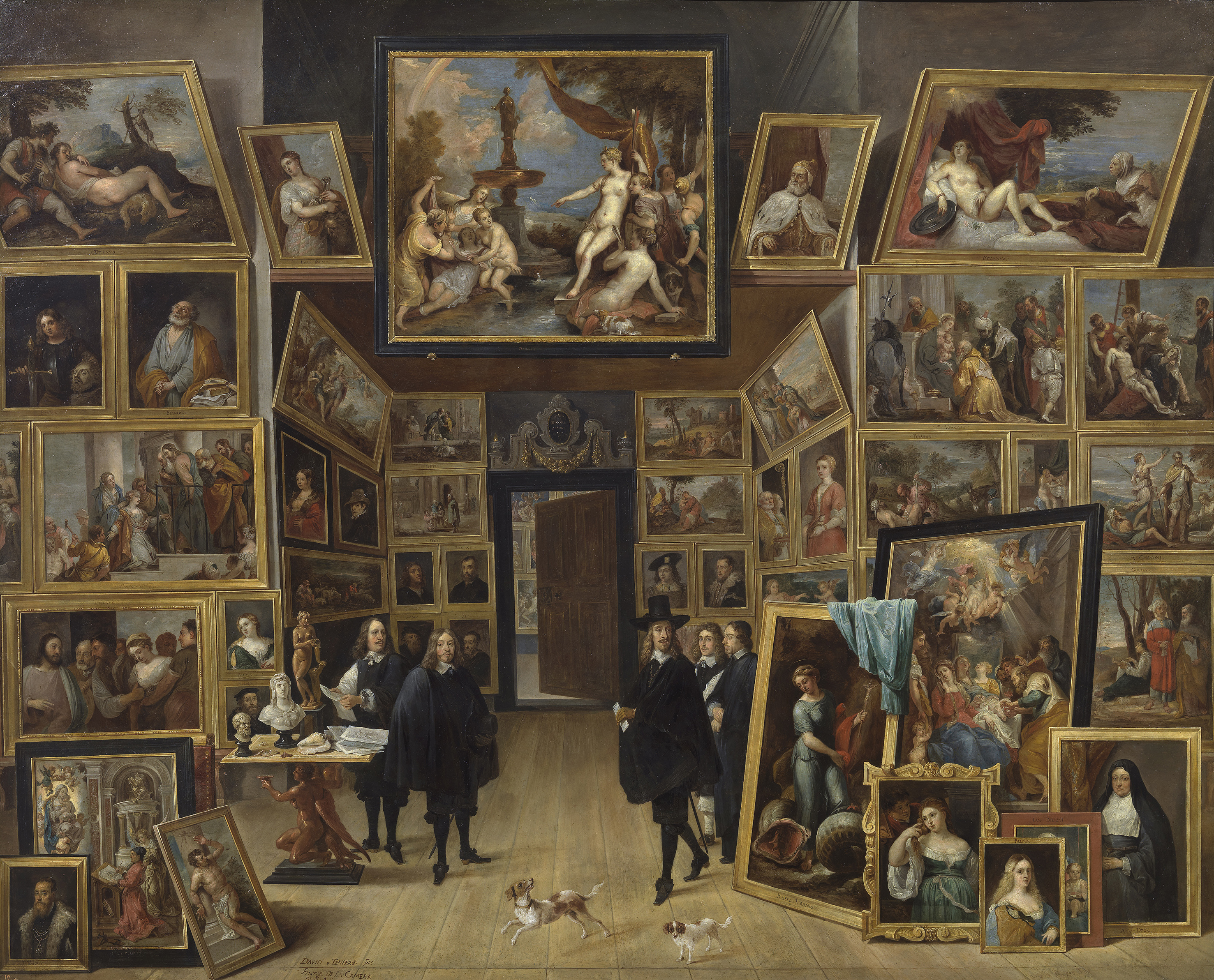
L'arxiduc Leopold Guillem, en la seva galeria de pintures (Museu del Prado de Madrid)

## Arbre genealògic de la família
Va estar emparentat amb la família Brueghel a través del matrimoni amb Anna Brueghel, filla de Jan Brueghel el Vell i neta de Pieter Brueghel el Vell.
|  |  |                         |                         |                         |                         | Pieter Brueghel el Vell |                         |  |  |                      |                      |                      |                      |                      |                      |  |  |               |               |               |               |               |               |  |  |                       |                       |                       |                       |                       |                       |  |  |
|  |  |                         |                         |                         |                         |                         |                         |  |  |                      |                      |                      |                      |                      |                      |  |  |               |               |               |               |               |               |  |  |                       |                       |                       |                       |                       |                       |  |  |
|  |  |                         |                         |                         |                         |                         |                         |  |  |                      |                      |                      |                      |                      |                      |  |  |               |               |               |               |               |               |  |  |                       |                       |                       |                       |                       |                       |  |  |
|  |  | Pieter Brueghel el Jove | Pieter Brueghel el Jove | Pieter Brueghel el Jove | Pieter Brueghel el Jove | Pieter Brueghel el Jove | Pieter Brueghel el Jove |  |  | Jan Brueghel el Vell | Jan Brueghel el Vell | Jan Brueghel el Vell | Jan Brueghel el Vell | Jan Brueghel el Vell | Jan Brueghel el Vell |  |  |               |               |               |               |               |               |  |  |                       |                       |                       |                       |                       |                       |  |  |
|  |  | Pieter Brueghel el Jove | Pieter Brueghel el Jove | Pieter Brueghel el Jove | Pieter Brueghel el Jove | Pieter Brueghel el Jove | Pieter Brueghel el Jove |  |  | Jan Brueghel el Vell | Jan Brueghel el Vell | Jan Brueghel el Vell | Jan Brueghel el Vell | Jan Brueghel el Vell | Jan Brueghel el Vell |  |  |               |               |               |               |               |               |  |  |                       |                       |                       |                       |                       |                       |  |  |
|  |  |                         |                         |                         |                         |                         |                         |  |  |                      |                      |                      |                      |                      |                      |  |  |               |               |               |               |               |               |  |  |                       |                       |                       |                       |                       |                       |  |  |
|  |  |                         |                         |                         |                         |                         |                         |  |  |                      |                      |                      |                      |                      |                      |  |  |               |               |               |               |               |               |  |  |                       |                       |                       |                       |                       |                       |  |  |
|  |  | Ambrosius Brueghel      | Ambrosius Brueghel      | Ambrosius Brueghel      | Ambrosius Brueghel      | Ambrosius Brueghel      | Ambrosius Brueghel      |  |  | Jan Brueghel el Jove | Jan Brueghel el Jove | Jan Brueghel el Jove | Jan Brueghel el Jove | Jan Brueghel el Jove | Jan Brueghel el Jove |  |  | Anna Brueghel | Anna Brueghel | Anna Brueghel | Anna Brueghel | Anna Brueghel | Anna Brueghel |  |  | David Teniers el Jove | David Teniers el Jove | David Teniers el Jove | David Teniers el Jove | David Teniers el Jove | David Teniers el Jove |  |  |
|  |  | Ambrosius Brueghel      | Ambrosius Brueghel      | Ambrosius Brueghel      | Ambrosius Brueghel      | Ambrosius Brueghel      | Ambrosius Brueghel      |  |  | Jan Brueghel el Jove | Jan Brueghel el Jove | Jan Brueghel el Jove | Jan Brueghel el Jove | Jan Brueghel el Jove | Jan Brueghel el Jove |  |  | Anna Brueghel | Anna Brueghel | Anna Brueghel | Anna Brueghel | Anna Brueghel | Anna Brueghel |  |  | David Teniers el Jove | David Teniers el Jove | David Teniers el Jove | David Teniers el Jove | David Teniers el Jove | David Teniers el Jove |  |  |
|  |  |                         |                         |                         |                         |                         |                         |  |  |                      |                      |                      |                      |                      |                      |  |  |               |               |               |               |               |               |  |  |                       |                       |                       |                       |                       |                       |  |  |
|  |  |                         |                         |                         |                         |                         |                         |  |  | Abraham Brueghel     |                      |                      |                      |                      |                      |  |  |               |               |               |               |               |               |  |  |                       |                       |                       |                       |                       |                       |  |  |